# Торговля людьми на Кубе
Торговля людьми на Кубе — один из видов преступной индустрии на Кубе, результатом которой является попадание жертв в рабство для принудительного труда и сексуального рабства.
Куба является страной происхождения детей, ставших жертвами торговли людьми, в частности коммерческой сексуальной эксплуатации внутри страны. До 2010 года масштабы торговли людьми на Кубе трудно было оценить из-за закрытого характера правительства и отсутствия независимой отчётности.
Куба не является стороной «Протокола ООН по торговле людьми 2000 года».
На протяжении всей кубинской истории основными видами торговли людьми были сексуальная и домашняя эксплуатация, а также принудительный труд. Женщины и девочки, как правило, являются основными жертвами этих нарушений, поскольку они чаще сталкиваются с гендерным неравенством и дискриминацией. Также жертвами торговли людьми становятся кубинские бейсболисты, нанятые кубинским правительством работники за рубежом.
Кубинские граждане могут стать жертвами торговли людьми в Мексике в ожидании переезда в Соединенные Штаты.
Явными признаками принудительного труда обладают программы иностранных кубинских медицинских миссий (выявлено 1111 пострадавших в 2022 году).
Продолжается вербовка детей для военной деятельности до достижения возраста обязательной военной службы.
В 2017 году Управление Госдепартамента США по мониторингу и борьбе с торговлей людьми поместило страну в «список наблюдения второго уровня».
В 2019 году Куба была понижена на уровень 3 и осталась на этом уровне в 2020, 2023 году.

## Закон
На Кубе различными положениями старого уголовного кодекса (новый был принят в 2022 году) было запрещено большинство форм торговли людьми:
- Статья 310 раздела 1 III главы  предусматривала тюремное заключение на срок от 7 до 30 лет или смертную казнь за использование детей до 16 лет в проституции, порнографии или других противоправных действиях, проституция детей старше 16 лет является законной.
- Статья 316 о торговле детьми запрещала внутреннюю и транснациональную торговлю детьми в возрасте до 16 лет для принудительного труда, проституции, торговли органами и порнографии и предусматривает наказание в виде лишения свободы на срок от 4 до 20 лет.
- Статьи 302 и 87 запрещают вовлечение взрослых в проституцию и предусматривают наказание в виде лишения свободы на срок до 20 лет.

В 2022 году правительство утвердило новый Уголовный кодекс и внесло поправки в положения о торговле людьми, ужесточив законы, увеличив возраст несовершеннолетних с 16 до 18 лет:
- Статья 363.1 нового кодекса устанавливает уголовную ответственность за все формы трудовой торговли и некоторые формы сексуальной торговли и предусматривает наказание в виде лишения свободы на срок от 7 до 15 лет за преступления с участием взрослой жертвы и от 10 лет до пожизненного заключения за преступления с участием ребенка
- статья 402.1 («развращение несовершеннолетних») устанавливает уголовную ответственность за использование лиц моложе 18 лет «в проституции» (ранее возраст был 16 лет) и предусматривает наказания в виде лишения свободы на срок от 7 до 15 лет
- статья 176.1(дискриминационная) предусматривает наказания от 3 до 8 лет. лет тюремного заключения для государственных работников, которые не завершили свою миссию в другой стране или отказались вернуться на Кубу после завершения миссии (тем самым наказываются потенциальные жертвы трудовой торговли людьми).

Все эти наказания достаточно строгие и соизмеримы с теми, которые предусмотрены за другие тяжкие преступления, например, изнасилование. По данным ЮНИСЕФ, полицейские и работники туристической индустрии Кубы прошли подготовку по борьбе с торговлей людьми в 2009 году.
Хотя в 2022 году в уголовный кодекс была включена криминализация торговли людьми в целях трудовой эксплуатации, а также  применение силы, мошенничества и принуждения как основных элементов преступлений, связанных с торговлей взрослыми, однако нуждается в пересмотре статья 363.1 Уголовного кодекса,  требующая доказывать применение силы, мошенничества или принуждения в преступлениях, связанных с торговлей детьми в целях сексуальной эксплуатации.  

## Защита
Правительство ограничило возможность международных и отечественных НПО работать на Кубе. Продолжилось финансирование работы двух центров лечения детей, подвергшихся сексуальному насилию, женских приютов. По данным ЮНИСЕФ персонал центров и приютов для жертв торговли людьми специально обучен тому, как выявлять и лечить жертв торговли людьми. Если ранее Правительство не поощряло жертв торговли людьми оказывать помощь в расследовании и судебном преследовании преступников, занимающихся торговлей людьми, то в 2022 году поощрялись к сотрудничеству жертвы торговли детьми в возрасте до 16 лет .

## Профилактика
Правительство предприняло ограниченные усилия по борьбе с торговлей людьми в период 2018—2023 год.  Правительство не предприняло никаких известных усилий по снижению спроса на коммерческий секс. Правительство отрицало, что у него есть проблема детского секс-туризма, при этом запретив детям до 16 лет посещать ночные клубы.
Был разработан Национальный план по борьбе с торговлей людьми на 2017—2020 годы, которым продолжили пользоваться в 2023 году.
С 2018 года правительство и Федерация кубинских женщин поддерживают работу круглосуточной телефонной линии помощи. Было зарегистрировано 19 192 звонков, но ни один не был связан с торговлей людьми, в 2021 году звонки не привели к расследованиям случаев торговли людьми.

## Этап завоевания и колонизации торговли людьми на Кубе
В 1847 году На Кубу начали прибывать наёмные китайские рабочие. 5000 китайцев эмигрировали из США на Кубу в поисках работы в сельском хозяйстве из-за принятия  США в 1882 году дискриминационного Акта об исключении китайцев. Эмиграция китайцев сопровождалась условиями, похожими на рабство, особенно для женщин, объявления о продаже которых печатали в кубинских газетах. Так, в Гаванской газете можно было прочитать такое объявление:

Продается: китаянка с двумя дочерьми, одна 12-13 лет, а другая 5-6 лет, пригодная для всего, что вы пожелаете. Ещё один мул
.
При этом торговля китайскими девушками не была отражена в официальных отчётах.

## Послевоенный период и республиканский этап торговли людьми на Кубе
После провозглашения независимости Кубы от Испании в 1902 организованная преступность занималась завозом на Кубу женщин-иностранок. Проституток эксплуатировала как полиция, так и сутенёры, которые часто также были замешаны в торговле запрещенными наркотиками, кражах со взломом и мелких кражах.

## Революционный этап
1 января 1959 года — день победы Кубинской революции. После революции возникло движение за отказ от сексуальной эксплуатации женщин посредством проституции.
В Декрете-законе № 175 от июня 1997 года были предприняты попытки регулирования проституции и сутенерства.
Были закрыть публичные дома, но женщины продолжили заниматься проституцией из-за бедности. Угрозы, насилие со стороны сутенёров и связи с организованной преступностью делали женщин уязвимыми для торговли людьми и сексуальной эксплуатации. Проститутки на Кубе надеялись на шанс выйти замуж за иностранца, покинуть Кубу и добиться экономического успеха. Те, кто достиг этой цели или стремился к ней, не обязательно становились жертвами торговли людьми, но их шансы на эксплуатацию путем обмана со стороны иностранцев значительно возрастали.

## Текущее состояние торговли людьми на Кубе
Кубинским бейсболистам по закону не разрешен въезд в США. В надежде на большую компенсацию в Высшей бейсбольной лиге они заключают сделки с контрабандистами и лицами, причастными к организованной преступности, чтобы найти способ проникнуть в Соединенные Штаты. Джо Кехоски описывает эту систему как такую же легкую и простую, как покупка товаров через Amazon (компания) или eBay . По сути, он описывает это как покупку товаров по цене „купи сейчас, и ты покупаешь людей“.
Талантливые кубинские игроки могут разыскиваться преступными группами для получения части прибыли, когда они начнут зарабатывать деньги в MLB. Одним из примеров этого является история Ясиэля Пуига (в 2012 году покинул Кубу с помощью мексиканского наркокартеля, ждал на острове Мухерес, потом его похитили в Мехико, где его завербовали скауты MLB. Похитители лишили его прибыли от контракта с MLB, а первоначальные перевозчики не получили оплату.
Профессиональные бейсболисты уязвимы перед трудовой торговлей и в 2023 году.
Так как кубинское правительство является основным работодателем в кубинской экономике, оно нанимает кубинцев для работы за рубежом. На 2018 год 84 000 кубинцев работали в других странах. По состоянию на 2023 год кубинских работников вынуждают оставаться в программе, отбирая у них паспорта, ограничивая их передвижение, при этом условия жизни и труда в этих странах могут быть некачественными. В некоторых ситуациях, если люди, работающие в этих программах, не вернутся на Кубу в соответствии с указаниями, они могут быть вообще изгнаны из страны. Используется статья 176.1 для наказания государственных работников, выходящих из программы экспорта рабочей силы.
Четыре кубинских врача, работающих в Бразилии, подали в суд на ПАОЗ в соответствии с Законом о защите жертв торговли людьми и Законом RICO в деле Матос против ПАОЗ. Эти врачи были участниками программы Mais Medicos 2013—2017. Эта организация обеспечивала соблюдение правил, введенных Кубой, включая ограничение передвижения врачей и разрешение поставить их под наблюдение кубинской разведки. Бразилия заплатила 1,5 миллиарда долларов ПАОЗ, которая затем выплатила Кубе 1,3 миллиарда долларов. Организация прикарманила 75 миллионов долларов, а врачи получили менее 10 %. Бразильское законодательство запрещает неравное обращение с иностранными рабочими, поэтому многие кубинские врачи, узнав, что они зарабатывают менее 10 % от того, что зарабатывают другие врачи в Бразилии, смогли успешно выиграть эти судебные процессы.